# روي جي. فينش
روي جي. فينش (بالإنجليزية: Royal George Finch)‏ هو مهندس مدني أمريكي، ولد في 17 أغسطس 1884 في Eagle Bridge, New York ‏ في الولايات المتحدة، وتوفي في 4 مارس 1959 في ألباني في الولايات المتحدة.